# Давид Каркассонн
Давид Каркассонн (фр. David Carcassonne, 20 грудня 1789 — 15 листопада 1861, Нім) — французький лікар, громадський діяч і письменник. 
Народився в Ремулен, невеликому містечку в департаменті Гар, син постачальника для армії Наполеона I. У двадцять три роки приєднався до Великої армії як військовий хірург і супроводжував імператора в поході на Росію в 1812 році, де потрапив у полон. Після повернення до Німа, де оселилися його батьки, Каркассонн відмовився від лікарської практики й став виробником килимів. Він був членом Муніципальної ради Німа за правління короля Луї-Філіппа (1837–48). Каркассонн є автором праці під назвою Essai Historique sur la Médecine des Hébreux Anciens et Modernes (Монпельє-Нім, 1815).
Його син, Леон, також був французьким лікарем та членом муніципальної ради.